# Skender
Muško osobno ime Skender pojavljuje se kod muslimana na području Hrvatske i Bosne i Hercegovine. Izvedeno je iz turskog Iskender, prema arapskom Äl-Iskändär odnosno grčkom Aleksandar.
U hrvatskom se sreće više prezimena izvedenih od imena Skender, ili s njim povezanih etnika: Skeja (Samobor, Zagreb, Požega), Skejić (160 nositelja; Split, središnja Dalmacija), Skejo (Drniš, Split, istočna Slavonija), Skender (1200 nositelja; Zagreb, Imotski, Makarska, Delnice, Jastrebarsko), Skenderi (Zagreb, Crikvenica; iz albanskog), Skenderija (Šibenik, Rijeka, Koprivnica), Skenderović (130 nositelja; Zagreb, Sisak, Rijeka), Skenderovski (Đurđevac, Pakrac), Skenderović (240 nositelja; Samobor, Zagreb), Skendžič (150 nositelja; Otočac, Zagreb, Rijeka).
Skenderija je ime poznate ulice i po njoj prozvane zgrade u Sarajevu.
U Hrvatskoj postoje dva naselja s imenom Skenderovci: kod Požege (220 stanovnika) i kod Pakraca (51 stanovnik).
Izvor: Hrvatski enciklopedijski rječnik.
Ime Skender često je kod Albanaca. Vidi: Skenderbeg